# Guilherme Milhomem Gusmão
Guilherme Milhomem Gusmão meglio noto solo come Guilherme (Imperatriz, 22 ottobre 1988) è un ex calciatore brasiliano, di ruolo attaccante.

## Palmarès

### Club

#### Competizioni statali
- Campionato Mineiro: 2

Cruzeiro: 2008
Atlético Mineiro: 2012

#### Competizioni nazionali
- Campionato ucraino: 1

Dinamo Kiev: 2008-2009
- Supercoppa d'Ucraina: 1

Dinamo Kiev: 2009
- Coppa del Brasile: 1

Atlético Mineiro: 2014

#### Competizioni internazionali
- Recopa Sudamericana: 1

Atlético Mineiro: 2014